# GLIDER
『GLIDER』は、BEGINの2枚目のスタジオ・アルバム。1991年3月27日にテイチクエンタテインメントよりリリースされた。

## 概要
前作より9ヶ月ぶりとなるアルバム。
2008年8月27日に紙ジャケ仕様で、2019年12月11日にリマスタリング仕様で再発。

## チャート成績
オリコン週間アルバムランキングでは初動2万3千枚を売り上げ、週間位にランクインした。2023年3月現在5番目に売れたアルバム。

## 収録曲
全曲編曲：山田直毅・松本晃彦
1. 失われたワルツ
作詞：川村真澄／作曲：BEGIN
2. Sunny Afternoon
作詞：松井五郎／作曲：岡本朗
3. Money
作詞：真名杏樹／作曲：BEGIN
4. 心ゆくまでBlues
作詞：BEGIN／作曲：BEGIN
5. Blue Snow
作詞：BEGIN・川村真澄／作曲：BEGIN・山田直毅
6. 恋の煙り
作詞：真名杏樹／作曲：BEGIN
7. レインバード
作詞：川村真澄／作曲：岩沢幸矢
8. 太陽のチルドレン
作詞：真名杏樹／作曲：BEGIN
9. バックミラーの潮騒
作詞：川村真澄／作曲：山田直毅
10. その夜観覧車最後の一周
作詞：松井五郎／作曲：BEGIN
11. グライダー
作詞：松井五郎／作曲：岡本朗